# Barbu Brezianu
Barbu Brezianu (n. 18 martie 1909, București, România – d. 14 ianuarie 2008) a fost un istoric și critic de artă, scriitor, publicist și traducător român, membru al Uniunii Scriitorilor din România și al Uniunii Artiștilor Plastici (secția critică). Este cunoscut îndeosebi pentru studiile sale de brâncușiologie, fiind cel care a întocmit prima monografie exhaustivă a lucrărilor sculptorului în țară.

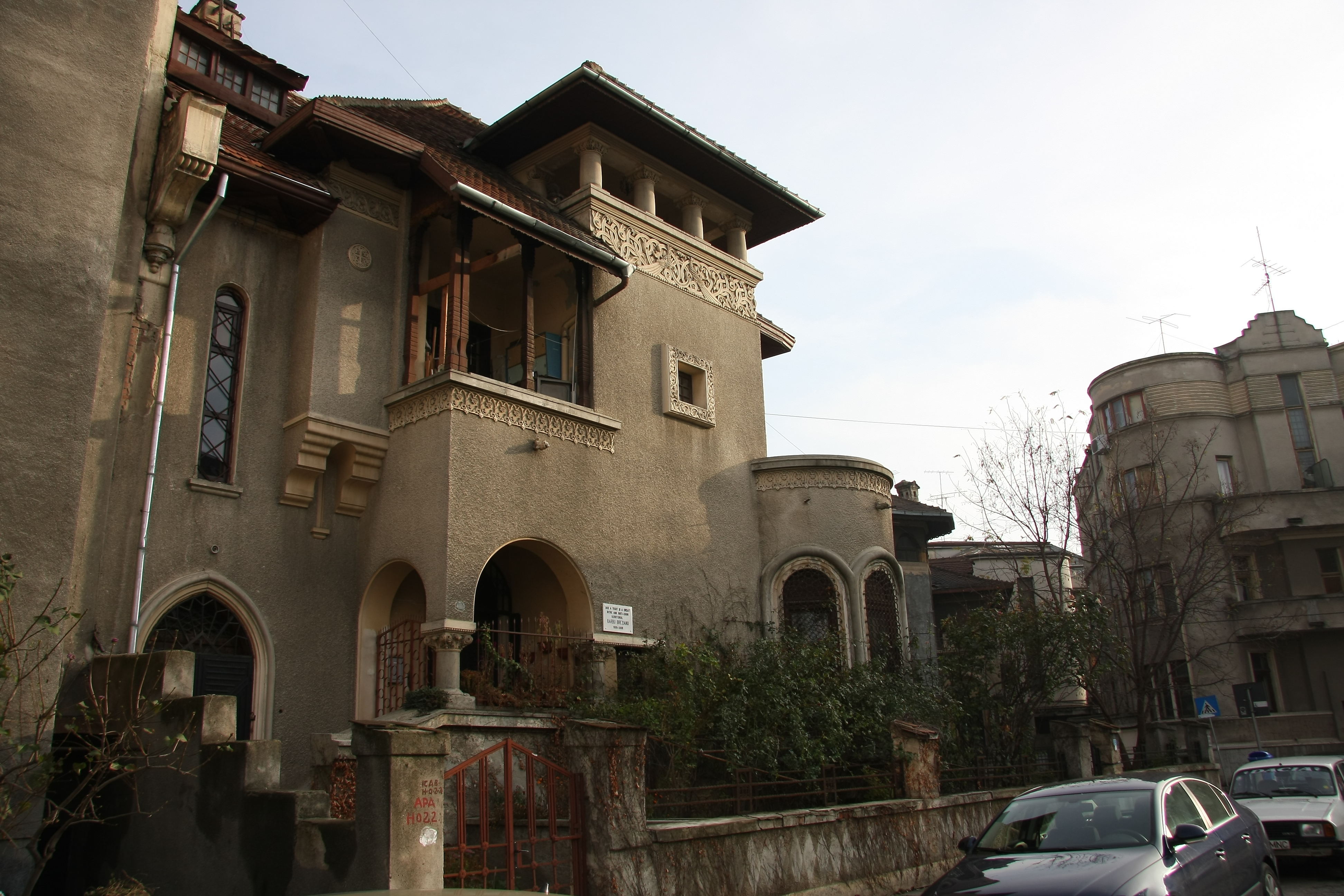
Aici a trăit și a creat între anii 1987-2008 scriitorul Barbu Brezianu, bulevardul Dacia, București

## Viața
Ca publicist și poet, Barbu Brezianu a debutat în anii treizeci ai secolului trecut. Este autorul volumelor de poezii Nod ars (1930), Poezii (1934), Zăvor fermecat, Jaf în dragoste, a cunoscutei cărți Brâncuși în România (1974, ulterior reeditată în versiune engleză) ș.a. Tudor Arghezi scria despre Barbu Brezianu : „Îmi permit plăcerea să regăsesc întoarsă în literatură pana scriitorului Barbu Brezianu, așteptată de toți cîți i-au cunoscut elasticitatea, nuanțele și gingașele transparențe.” 
Barbu Brezianu a fost un prieten apropiat al unor mari nume din cultura românească precum  Constantin Noica, Mircea Eliade, George Enescu, al cărui oaspete a fost nu o dată în vila acestuia de la Luminiș. Este tatăl publicistului american Andrei Brezianu.

## Opera

### Poezie
- Nod ars (1930)
- Poezii (1934)
- Zăvor fermecat (1947)
- Desferecare (1998)

### Proză
- Școala moralului sau Hristoitia meșterului Anton Pann, eseu
- Jaf în dragoste, proze scurte

### Lucrări de istorie a artei
- Karl Storck, monografie (1955)
- Nicolae Grigorescu, monografie (1959)
- Desenul alfabetului viu de N. Tonitza, cu o prefață de Tudor Arghezi (1960)
- Caietele Mihai Eminescu, volume colective (1974-1985)
- Opera lui Constantin Brâncuși în România, monografie (1974), lucrare distinsă cu Premiul "Ion Andreescu" al Academiei Române
- Brâncuși în România, monografie - ediții revăzute și adăugite (1976 și 1998). Ediția din 1998 a apărut și în limbile engleză și franceză.
- Le secret du Baiser de Montparnasse, 1978, Paris (cuprinde revelații importante despre sculptura Sărutul)
- Noguchi, ucenic al lui Brâncuși, 2001
- Brâncuși în România 2005, monografie, în colaborare cu Ilie Marcu (2005)

### Traduceri din literatura universală
- Kalevala, țara de viteji (1942), prima versiune românească a epopeii naționale finlandeze, prefațată de Ion Marin Sadoveanu și premiată de Comisia Națională de Cooperare Intelectuală, la recomandarea lui Alexandru Philippide. A fost reeditată în 1974, cu o prefață de Șerban Cioculescu, și în 1999, revizuită, sub titlul Kalevala, cu un cuvânt înainte al scriitorului și diplomatului finlandez Mikko Heikinheimo. Traducerea reușește să păstreze cu fidelitate particularitățile stilistice ale originalului și constituie o lectură fascinantă, deschizătoare de orizonturi culturale inedite pentru cititorul român.
- Pisălogii, de Molière, traducere apărută în 1955.
- Opere, Vol. IV, de Honoré de Balzac, traducere apărută în 1960.

## Premii și distincții
La 24 mai 2006 i s-a conferit titlul de Doctor honoris causa de către Universitatea Națională de Arte din București.

## Distincții
- Ordinul „Meritul Cultural” clasa a V-a (1968) „pentru activitate deosebită în domeniul artelor plastice”[2]
- Ordinul național „Steaua României” în grad de Ofițer (1 decembrie 2000) „pentru realizări artistice remarcabile și pentru promovarea culturii, de Ziua Națională a României”[3]